# Éliot Grondin
Éliot Grondin (Sainte-Marie (Quebec), 19 april 2001) is een Canadese snowboarder. Hij vertegenwoordigde zijn vaderland op de Olympische Winterspelen 2018 in Pyeongchang en op de Olympische Winterspelen 2022 in Peking.

## Carrière
Bij zijn wereldbekerdebuut, in september 2017 in Cerro Catedral, scoorde Grondin direct wereldbekerpunten. Tijdens de Olympische Winterspelen van 2018 eindigde hij als 36e op de snowboardcross.
In februari 2019 behaalde Grondin in Feldberg zijn eerste toptienklassering in een wereldbekerwedstrijd. Op de FIS wereldkampioenschappen snowboarden 2019 in Park City eindigde hij als 27e op de snowboardcross, in de landenwedstrijd eindigde hij samen met Meryeta O'Dine op de tiende plaats. In januari 2020 stond de Canadees in Big White voor de eerste maal in zijn carrière op het podium van een wereldbekerwedstrijd. In Idre Fjäll nam Grondin deel aan de FIS wereldkampioenschappen snowboarden 2021. Op dit toernooi veroverde hij de bronzen medaille op de snowboardcross, samen met Meryeta O'Dine eindigde hij als dertiende in de landenwedstrijd. Op 4 maart 2021 boekte hij in Bakoeriani zijn eerste wereldbekerzege. Tijdens de Olympische Winterspelen van 2022 behaalde hij de zilveren medaille op de snowboardcross, in de landenwedstrijd legde hij samen met Meryeta O'Dine beslag op de bronzen medaille.

## Resultaten

### Olympische Winterspelen
| Jaar | Plaats      | Resultaten                           |
| ---- | ----------- | ------------------------------------ |
| 2018 | Pyeongchang | 36e Snowboardcross                   |
| 2022 | Peking      | Snowboardcross · Snowboardcross team |

### Wereldkampioenschappen
| Jaar | Plaats     | Resultaten                                 |
| ---- | ---------- | ------------------------------------------ |
| 2019 | Park City  | 27e Snowboardcross 10e Snowboardcross team |
| 2021 | Idre Fjäll | Snowboardcross · 13e Snowboardcross team   |
| 2023 | Bakoeriani | 9e Snowboardcross 5e Snowboardcross team   |
| 2025 | Engadin    | Snowboardcross · 13e Snowboardcross team   |

### Wereldbeker
Eindklasseringen
| Seizoen   | SBX    |
| --------- | ------ |
| 2017/2018 | 37e    |
| 2018/2019 | 25e    |
| 2019/2020 | 7e     |
| 2020/2021 | Zilver |

Wereldbekerzeges
| Datum           | Plaats            | Onderdeel      |
| --------------- | ----------------- | -------------- |
| 4 maart 2021    | Bakoeriani        | Snowboardcross |
| 20 maart 2022   | Veysonnaz         | Snowboardcross |
| 25 maart 2023   | Mont-Sainte-Anne  | Snowboardcross |
| 3 december 2023 | Les Deux Alpes    | Snowboardcross |
| 26 januari 2024 | Sankt Moritz      | Snowboardcross |
| 3 februari 2024 | Goedaoeri         | Snowboardcross |
| 4 februari 2024 | Goedaoeri         | Snowboardcross |
| 9 maart 2024    | Cortina d'Ampezzo | Snowboardcross |
| 23 maart 2024   | Mont-Sainte-Anne  | Snowboardcross |
| 24 maart 2024   | Mont-Sainte-Anne  | Snowboardcross |
| 1 februari 2025 | Beidahu           | Snowboardcross |
| 2 februari 2025 | Beidahu           | Snowboardcross |
| 6 april 2025    | Mont-Sainte-Anne  | Snowboardcross |